# Kattegattförbindelsen

Ett förslag till en Kattegattförbindelse (i grönt), via Samsø.

Kattegattförbindelsen eller Kattegattbron är ett projekt för en framtida fast förbindelse inom Danmark över Kattegatt, för väg och eventuellt även järnväg. Kostnaden var år 2010 beräknad till 100 miljarder danska kronor.
Målet 2010 var att få ett principbeslut om brobygge till 2011 samt att detaljprojekt och kontrakt skulle vara underskrivna 2018, så att byggarna kunde fortsätta på Kattegatt när Fehmarn Bält-förbindelsen mellan Danmark och Tyskland var färdigställd.
År 2018 enades regeringen Lars Løkke Rasmussen III och Dansk Folkeparti att utreda ett broalternativ i form av en renodlad bilbro. Detta berodde på att en rapport hade indikerat att en bilbro skulle kosta 58 miljarder danska kronor och troligen kunna finansieras helt med broavgifter, medan en kombinerad bil- och järnvägsbro skulle kosta 124 miljarder danska kronor och behöva statlig finansiering eftersom  broavgifterna inte skulle räcka till.
År 2020 återupptog regeringen Mette Frederiksen I planerna på en bro, men med inriktningen att det skulle vara en kombinerad bil- och järnvägsbro.
Lobbyn för projektet heter Kattegatkomiteen och består av företrädare för näringslivet, flygplatser, universitet, entreprenörer, lantbruk, LO och postväsen samt regionala och lokala politiker. Som fördelar nämns att Köpenhamns flygplats skulle få 4 miljoner invånare som kan nå flygplatsen inom 2 timmar.